# Buriakhop
Buriakhop es una localidad de la India, situada en el distrito de Sikkim occidental, el cual forma parte del estado de Sikkim.

## Geografía
Se encuentra a una altitud de 1683 m s. n. m. y a 107 km de la capital estatal, Gangtok, en la zona horaria UTC +5:30.

## Demografía
Según una estimación realizada en el 2010 contaba con una población de 3 294 habitantes.